# U-825
Unterseeboot 825 foi um submarino alemão do Tipo VIIC, pertencente a Kriegsmarine que atuou durante a Segunda Guerra Mundial.

## Comandantes
| Comandante             | Data                                   |
| ---------------------- | -------------------------------------- |
| Oblt. Gerhard Stoelker | 4 de maio de 1944 - 13 de maio de 1945 |

## História
O U-825 esteve em operação entre os anos de 1944 e 1945, realizando neste período 2 patrulhas de guerra, nas quais afundou um navio e outro ficou com perda total, num total de 15460 toneladas de arqueação. Se rendeu no dia 13 de maio de 1945 em Loch Eriboll, Escócia.
Foi afundado no dia 3 de janeiro de 1946 .

## Subordinação
Durante o seu tempo de serviço, esteve subordinado às seguintes flotilhas:
| Período                                    | Flotilha                   |
| ------------------------------------------ | -------------------------- |
| 4 de maio de 1944 - 30 de novembro de 1944 | 8. Unterseebootsflottille  |
| 1 de dezembro de 1944 - 8 de maio de 1945  | 11. Unterseebootsflottille |

## Coordenadas
1. ↑  em posição 55° 31' N 7° 30' O